# Porfirio Betancourt
Pour les articles homonymes, voir Betancourt.
Porfirio Armando Betancourt est un footballeur hondurien né le 10 octobre 1957 à La Lima et mort le 28 juillet 2021. Il évoluait au poste d'attaquant.
Il a participé à la Coupe du monde 1982 avec l'équipe du Honduras.
Il meurt le 28 juillet 2021 à l'âge de 63 ans en raison de complications dues au COVID-19

## Carrière
- 1977-1978 : CD Marathón ( Honduras)
- 1978-1981 : Université de l'Indiana ( États-Unis)
- 1981-1982 : Real CD España ( Honduras)
- 1982-1984 : RC Strasbourg ( France)
- 1984-1985 : St. Louis Steamers ( États-Unis)
- 1985-1986 : CD Logroñés ( Espagne)
- 1986-1988 : Kansas City Wizards ( États-Unis)
- 1988-1989 : CD Marathón ( Honduras)[3]

## Sélections
- 9 sélections et 5 buts avec le  Honduras

## Palmarès
- Vainqueur du Trophée Hermann 1981